# Dombóvár–Lepsény-vasútvonal
A Dombóvár–Lepsény-vasútvonal a MÁV 49-es számú nem villamosított vasútvonala volt a Külső-Somogy dombvidékén. A vonal Dombóváron ágazott ki a Budapest–Pécs-vasútvonalból, majd északi irányba haladt, Tamásiban a Keszőhidegkút-Gyönk–Tamási-vasútvonal csatlakozott hozzá. A vonal Lepsényben a Budapest–Murakeresztúr-vasútvonalba csatlakozott. Teljes hossza 83 km volt. 1992-től kizárólag teherszállításra használták, egyes részeit fokozatosan bontották el. 2012 óta a vonal megmaradt részein teherforgalom sincs. Napjainkban (2025) a vonalnak mindössze a rövid északi, Lepsény–Enying vasútállomás–Enyingi Műtrágya Üzem része létezik, ennek is csak az elejét használják Lepsény állomás kihúzóvágányaként. A vonal mai hossza a Lepsény–Enying vasútállomás közötti 8 km, illetve onnan a Műtrágya Üzemig körülbelül 1,9 km, azaz összesen mintegy 10 km.

## Története
1895. december 31-én indult meg a forgalom a Hajmáskér, Lepsény és Dombóvár közötti vasútvonalon. A vonalat a Győr-Dombóvári HÉV vasúttársaság építette. Ehhez a társasághoz (és a vonalhoz) tartozott a mai 27-es számú Lepsény–Hajmáskér-vasútvonal és a 11-es számú Győr–Veszprém-vasútvonal is. A vonalra a vontatójárműveket, illetve a motorkocsikat a hajmáskéri, illetve a székesfehérvári fűtőházból adták ki. A '70-es évtizedben erről a vonalról is kiszorult a gőzvontatás, és megjelentek a Bz-motorvonatok. Ezek közlekedtek egészen a vonal forgalmának teljes leállításáig.

### A személyszállítás megszűnése
A vonal állapota az 1980-as évek végére már nagyon leromlott, közvetlenül a bezárás előtt 20 km/h-s sebességkorlátozás volt rajta érvényben, a Dombóvár-Tamási közötti, kb. 36 km-es távot a vonat több mint 1 óra 50 perc alatt tudta teljesíteni. (Napjainkban a gyorsjáratú autóbuszok ugyanezt a távot akár 40 perc alatt is teljesítik).
Az utolsó személyvonat 1990. április 1-jén ment végig a vasútvonalon. Április 2-án leállították a forgalmat Tamási és Dombóvár között (valamint a Tamásiból kiágazó 48-as vonalon is), az utasokat ezután vonatpótló buszok szállították a szakaszon. A leállított szakaszon a MÁV 1998 és 2000 között (más források szerint 1995-ben) felszedte a síneket, bár már azelőtt járhatatlanná vált a pálya a lopások miatt. Ezen a szakaszon már csak a 6532-es mellékút feletti felüljáró emlékeztet arra, hogy valaha létezett a vasútvonal. 2009-ben kerékpárút épült a Tamási és Pári közötti nyomvonalon.
A következő megszűnő szakasz a Tamási-Mezőhidvég szakasz volt, itt 1992. szeptember 27-én 0:00 órakor állították le a személyforgalmat. Az utasokat vonatpótló autóbuszokkal szállították, de Fürged csak vasúton volt elérhető közvetlenül, ezért Tamásiból pótlóbuszok jártak a településre. A teherforgalmat is betiltották rendeletileg Felsőnyék és Fornád-Kecsege állomásokon. Fürgeden 1992 őszén még rakodtak kb. 25 ezer tonna cukorrépát, de azután ott is betiltották a forgalmat. 1999–2000 körül itt is felszedték a síneket.
1999 júniusában szűnt meg a személyforgalom a maradék Lepsény-Mezőhidvég vonalon is. Az esőzések miatt egy bevágás támfala leomlott kb. 15 méter hosszan Pusztaszentmihályfa és Mezőhidvég között 1999. június 17-én. A Mezőhidvégről induló hajnali vonat még átért Lepsénybe, de a visszainduló már nem érhetett vissza. Az eset megfelelő ürügyet szolgáltatott a vonal bezárására: az elzárt szakaszon nem vesztegelt vonat, ami miatt járhatóvá kellett volna tenni a vonalat, így a MÁV-nak nem állt érdekében a pálya megtisztítása, az önkormányzatok segítségét pedig elutasította. Június 18 és 25 között a vonatok még eljártak Pusztaszentmihályfáig, majd 103 év után véget ért a személyszállítás a vonalon: 1999. június 26-ától már a teljes hosszában közlekedtek a vonatpótló buszok.
Az Enying-Mezőhidvég szakaszt 2007 októberében szedték fel.

### A teherszállítás megszűnése
Az enyingi malom iparvágány-kiágazásának 1998-as bezárása után már csak Lepsény és az (1986-ban kiépült) enyingi IKR iparvágány kiágazás között folyt teherforgalom a vonalon 2012-ig.
A vonatpótló buszok is leálltak 2007 áprilisában, 14 mellékvonal személyforgalmának megszüntetésével egyidőben.
A többi megmaradt szakasza fokozatosan járhatatlanná vált a kapcsolószereket (sínleerősítéseket, hevedereket) érintő folyamatos lopások miatt. A vonal Enyingig tartó része a 30-as vonal bontott anyagából épült át, ami még a Déli Vasút szabványa szerinti síneket és kapcsolószereket jelentett, ezek nem pótolhatók MÁV-szabványú kapcsolószerekkel. A pálya forgalomból kizárása előtti legutolsó időkben már csak 5 km/h volt az engedélyezett sebesség a tehervonatoknak. A vasútvonal 64-es főúti (Enying, Rákóczi utca) átjárójából elvitték a fény- és félsorompókat, az András-kereszt táblákat, illetve az átjáró előtti veszélyt jelző és sávos előjelző táblákat.
| Vonalszakasz       | Megszűnés ideje       |
| ------------------ | --------------------- |
| Dombóvár–Tamási    | 1990                  |
| Tamási–Mezőhidvég  | 1992                  |
| Mezőhidvég–Lepsény | 1999                  |
| Enying–Lepsény     | 2012 (teherszállítás) |

### A vonal maradványa napjainkban
A teherszállítás megszűnése után a megmaradt szakaszokat nem bontották el, így napjainkban (2025) is létezik a vonalnak a rövid északi, Lepsény–Enying vasútállomás–Enyingi Műtrágya Üzem része, de ennek csak az elejét használják Lepsény állomás kihúzóvágányaként. A vonal mai hossza a Lepsény–Enying vasútállomás közötti 8 km, illetve onnan a Műtrágya Üzemig körülbelül 1,9 km, azaz összesen mintegy 10 km.
Lepsény vasútállomás vágányai megvannak, de a Google első 2011-es felvételéhez képest 2024-re az ágyazatot benőtte a növényzet. Ugyanez igaz malom iparvágányára és a Műtrágya Üzemig vezető részre.
Megjegyzendő ugyanakkor, hogy bár a vonal többi részét – ahogy fentebb szerepel – 2007-ig bezárólag elbontották, nem vonatkozik ez az összes egyes állomásépületekre, azok többsége (néhol romos állapotban) még megtekinthető.
A vonal másik rövid szakasza létezik Tamási vasútállomásnál, ezt a becsatlakozó, és teherforgalomra használt Keszőhidegkút-Gyönk–Tamási-vasútvonal végállomásaként hagyták meg.

## A pálya
A vasúti pálya felépítménye „i” rendszerű 23,6 kg/fm tömegű sínekből állt, a 9 méter hosszú sínszálakat mezőnként 12 talpfa támasztotta alá, közvetlen sínszeges leerősítéssel bányakavics ágyazatban. Dombóvár és Mezőhídvég között a pálya komolyabb átépítést nem kapott, így az az eredeti felépítménnyel szűnt meg. A Lepsény-Mezőhidvég szakasz 34,5 kg/fm-es sínekre épült át, és néhol vasbetonaljakra cserélték a talpfákat. 1988-ban a Budapest–Murakeresztúr-vasútvonal villamosítása során egy kisebb nyomvonal-korrekcióval együtt Lepsény állomás bejárata előtt 48 kg/fm-es síneket építettek be új betonaljakkal zúzottkő ágyazaton. A vonal 2020-ban már csupán eddig járható, kihúzóvágányként használható. A Lepsény vasútállomás bejárata és az enyingi, Rákóczi utcai vasúti átjáró közötti szakaszon a pályát benőtte a bozótos növényzet.

## Képtár

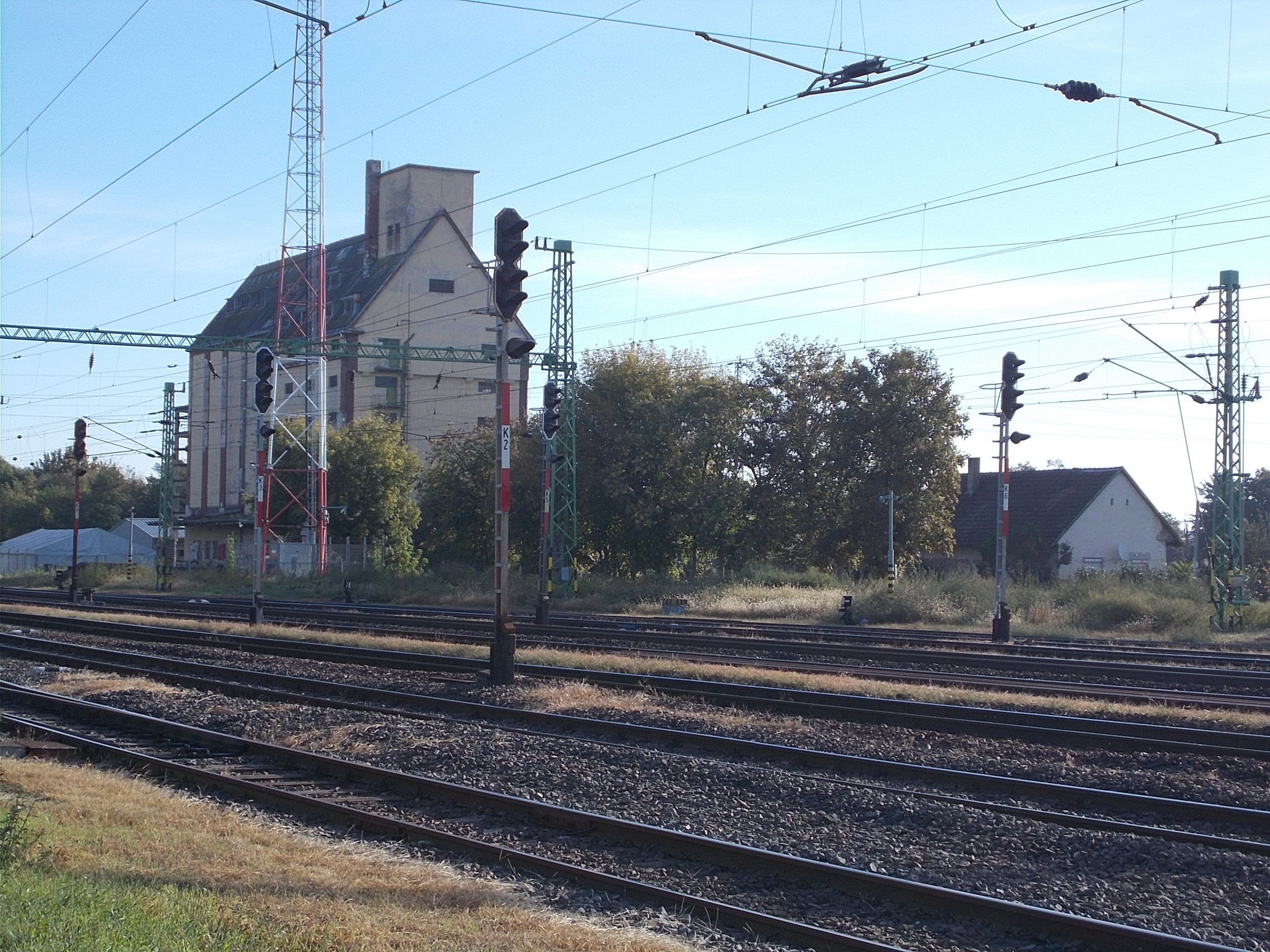
Lepsény vasútállomás (2024. október)
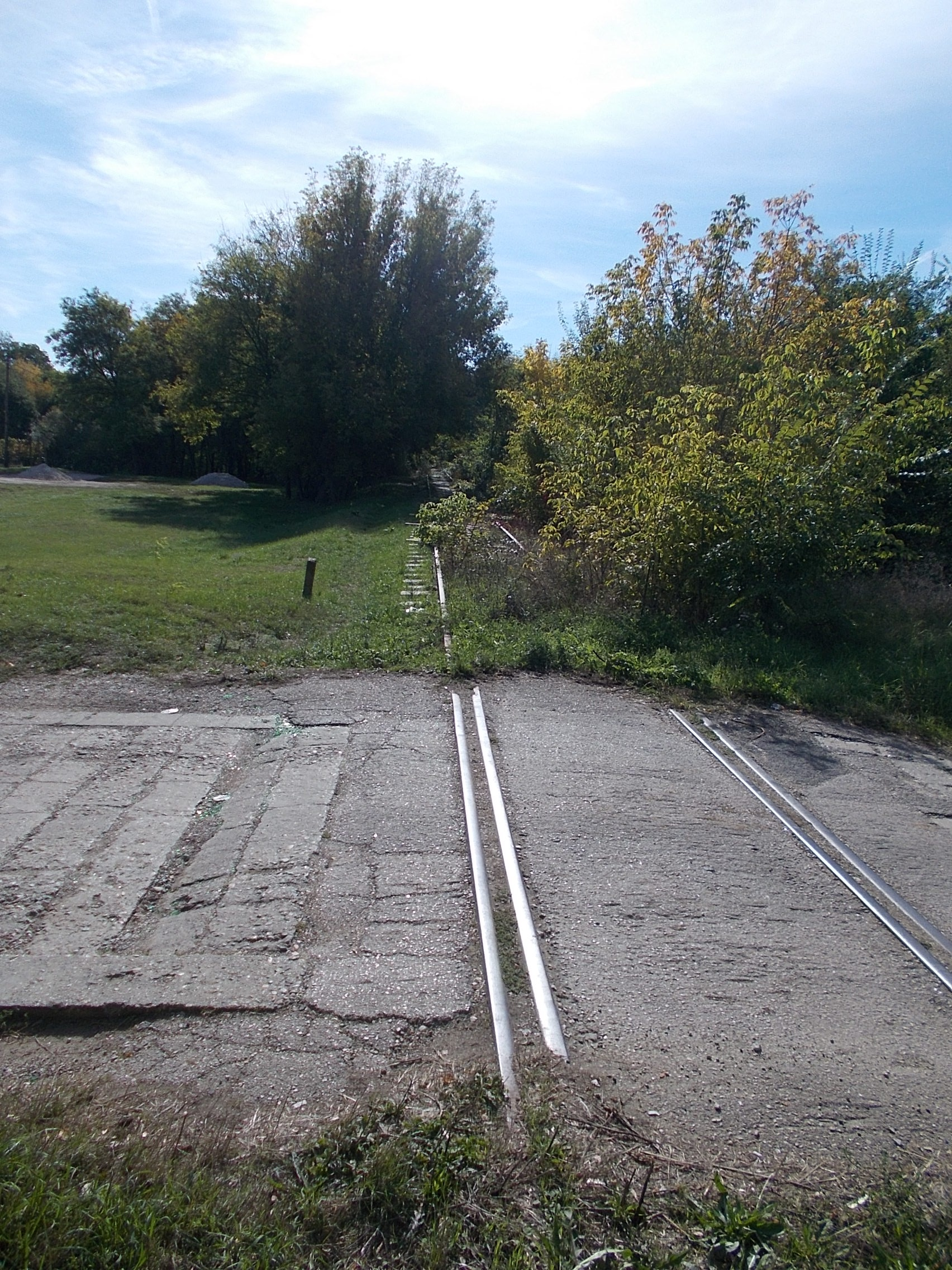
A vasútvonal a Budai Nagy Antal utcánál, Enying vasútállomás előtt (2024. október)
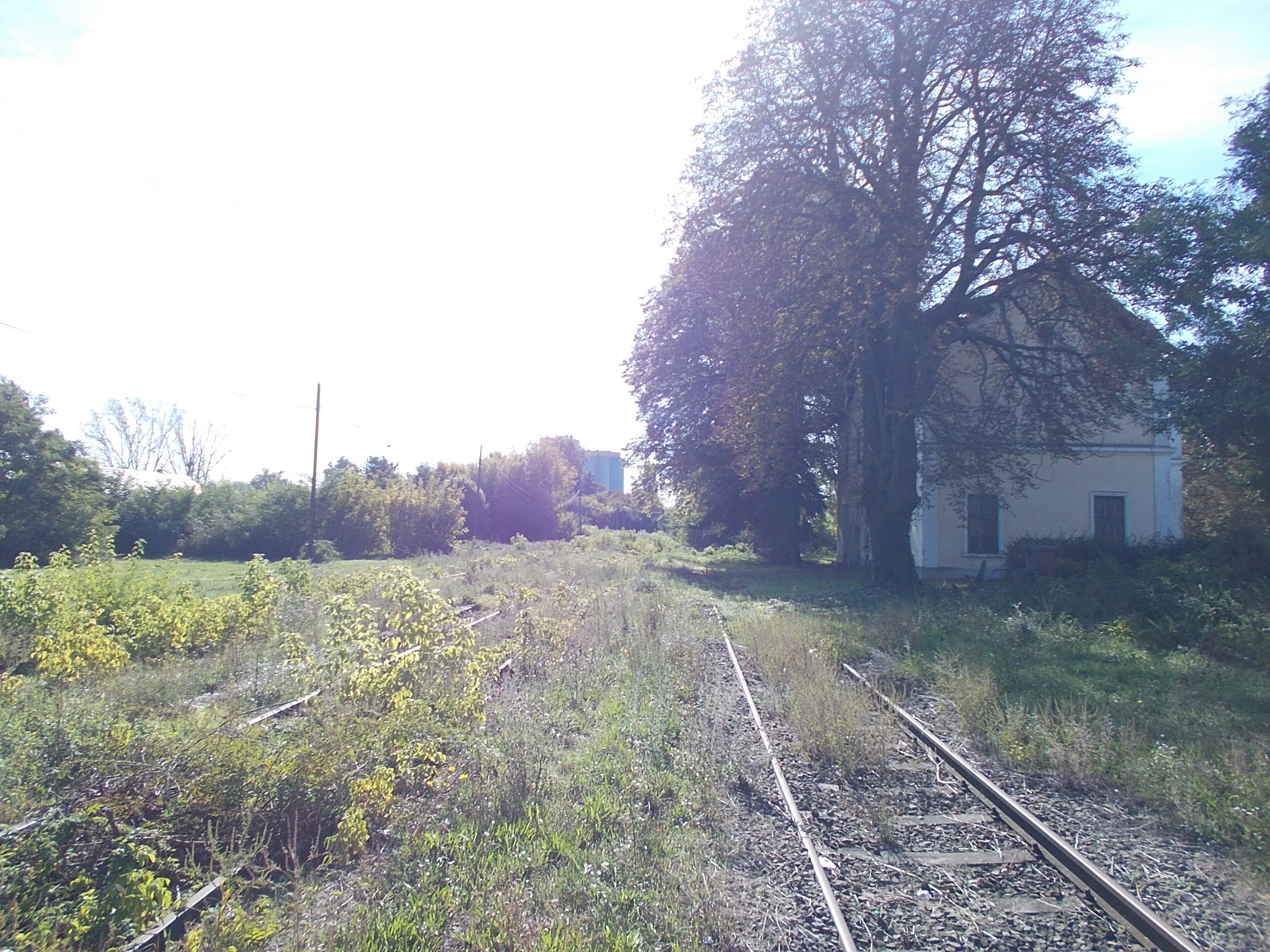
Enying vasútállomás (2024. október)
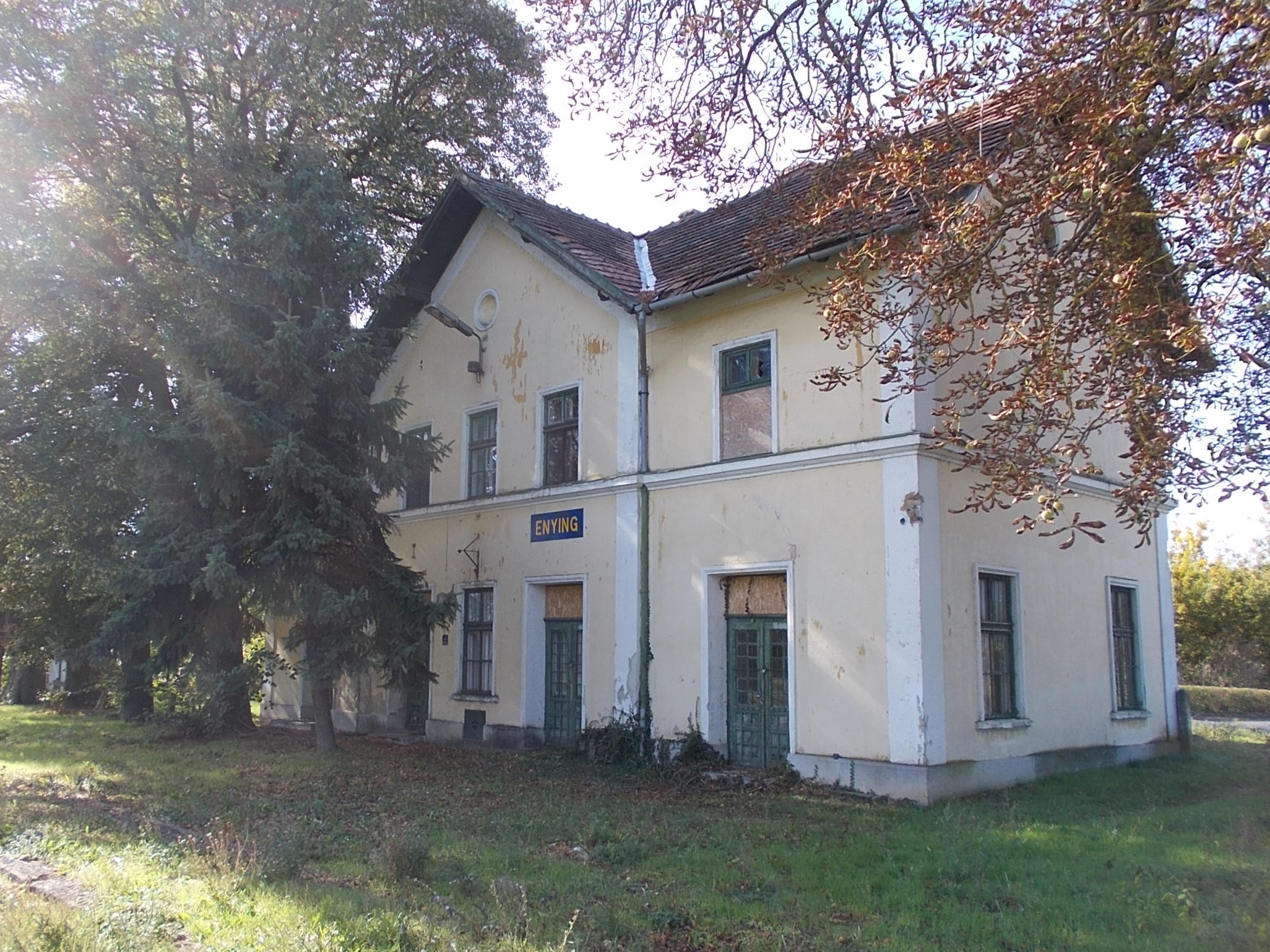
Enying vasútállomás felvételi épület (2024. október)
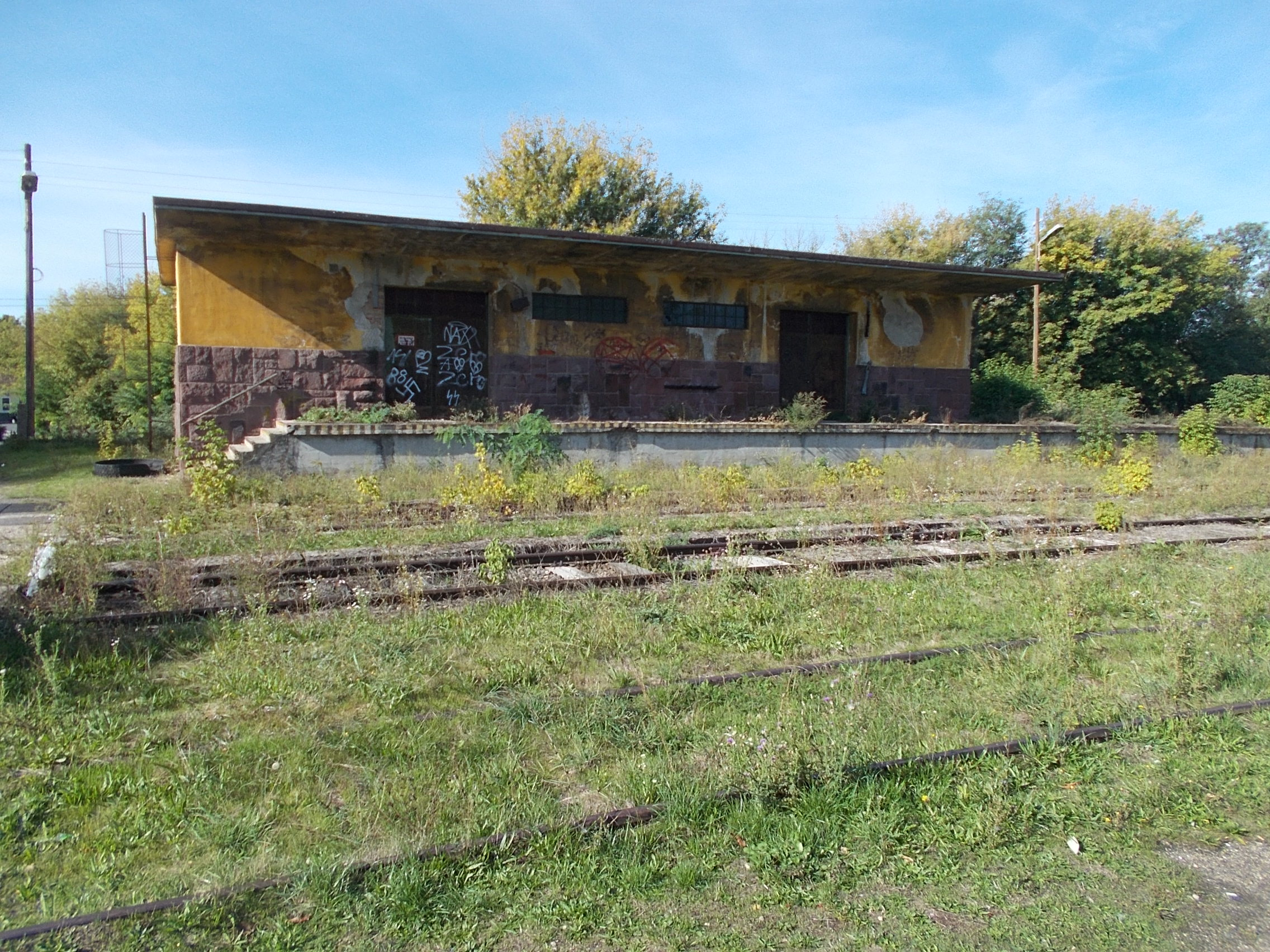
Enying vasútállomás raktárépület (2024. október)
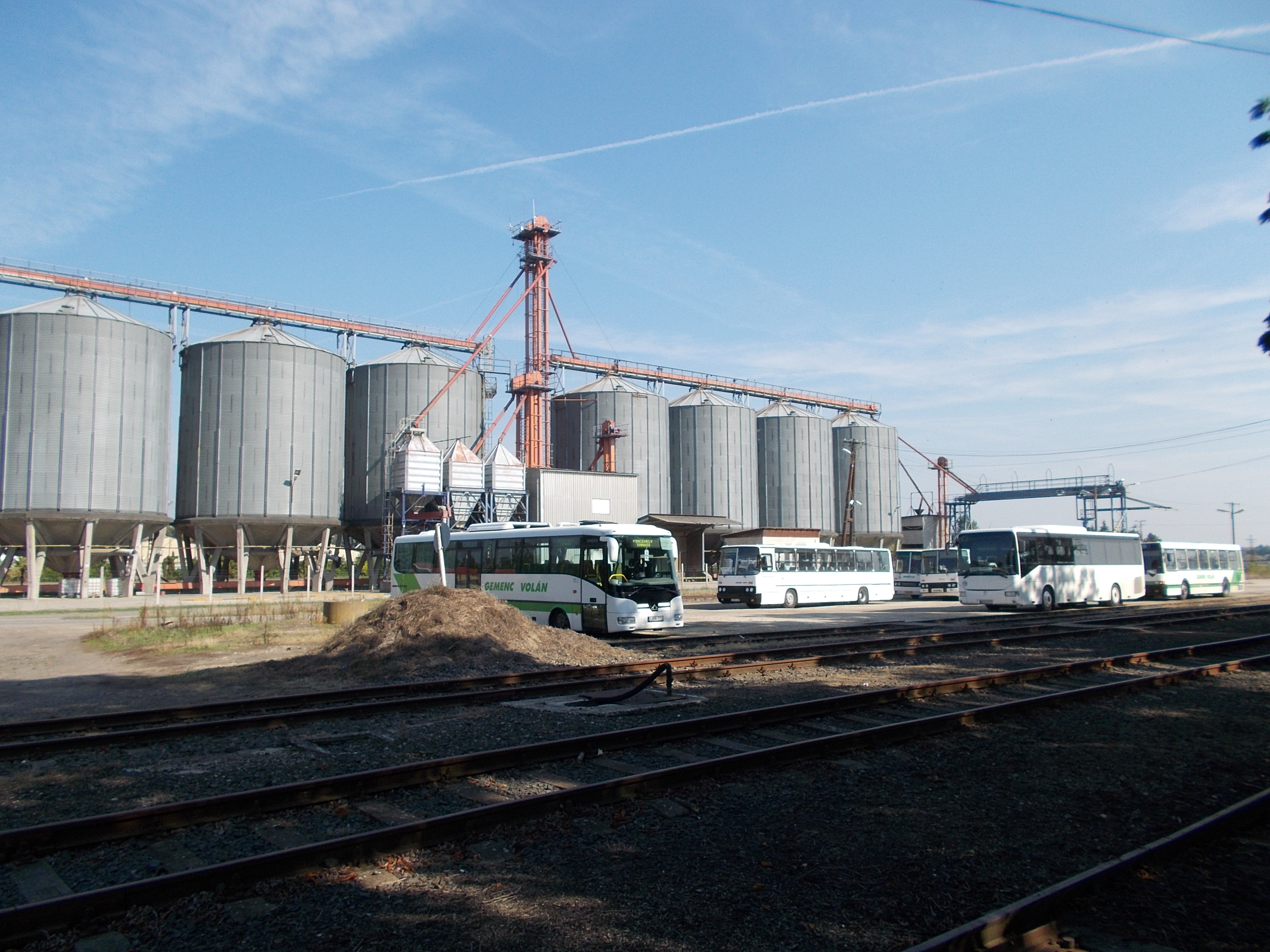
Tamási vasútállomás (2024. október)

## Videó
- Videó a vonal bezárása előtti napokból, egy Dombóvár-Tamási-Keszőhidegkút-Gyönk viszonylatú személyvonat vezetőállásából